# No Boys Allowed
No Boys Allowed è il secondo album della cantautrice statunitense Keri Hilson, pubblicato il 17 dicembre 2010.

## Lista Tracce
1. Buyou (featuring J. Cole)
2. Pretty Girl Rock
3. The Way You Love Me (featuring Rick Ross)
4. Bahm Bahm (Do It Once Again) / I Want You
5. One Night Stand (featuring Chris Brown)
6. Lose Control (Let Me Down) (featuring Nelly)
7. Toy Soldier
8. Breaking Point
9. Beautiful Mistake
10. Gimme What I Want
11. All the Boys
12. Pretty Girl Rock (featuring Kanye West)